# Сен-Лари-Бужан
Сен-Лари́-Бужа́н (фр. Saint-Lary-Boujean, окс. Sent Lari e Bojan) — коммуна во Франции, находится в регионе Юг — Пиренеи. Департамент — Верхняя Гаронна. Входит в состав кантона Булонь-сюр-Жес. Округ коммуны — Сен-Годенс.
Код INSEE коммуны — 31493.

## География

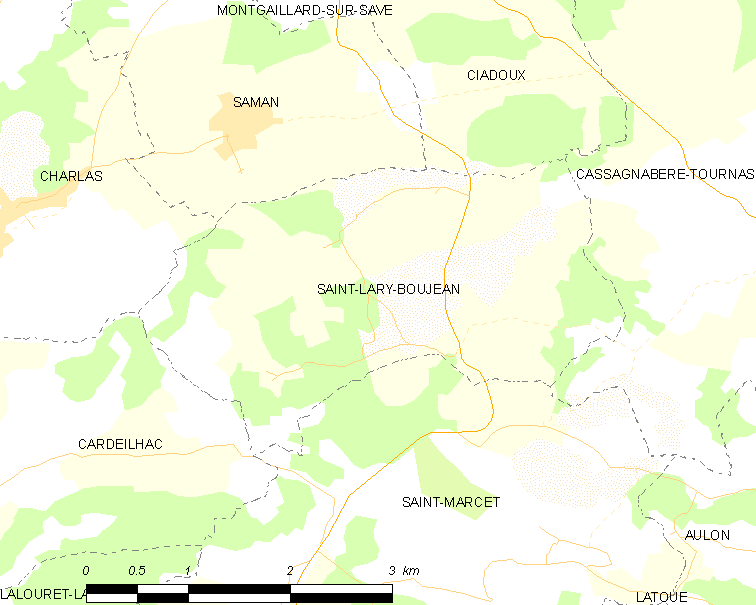
Карта коммуны

Коммуна расположена приблизительно в 640 км к югу от Парижа, в 75 км к юго-западу от Тулузы.

## Климат
Климат умеренно-океанический. Зима мягкая и снежная, весна характеризуется сильными дождями и грозами, лето сухое и жаркое, осень солнечная. Преобладают сильные юго-восточные и северо-западные ветры.

## Население
Население коммуны на 2010 год составляло 131 человек.
| 1962 | 1968 | 1975 | 1982 | 1990 | 1999 | 2010 |
| ---- | ---- | ---- | ---- | ---- | ---- | ---- |
| 152  | 129  | 129  | 127  | 137  | 116  | 131  |

## Администрация
| Период | Период | Фамилия    | Партия | Примечания |
| ------ | ------ | ---------- | ------ | ---------- |
| 2001   | 2008   | Шарль Барт |        |            |
| 2008   | 2020   | Режи Фарре |        |            |

## Экономика
В 2010 году среди 78 человек трудоспособного возраста (15—64 лет) 53 были экономически активными, 25 — неактивными (показатель активности — 67,9 %, в 1999 году было 80,9 %). Из 53 активных жителей работали 47 человек (26 мужчин и 21 женщина), безработных было 6 (3 мужчин и 3 женщины). Среди 25 неактивных 4 человека были учениками или студентами, 18 — пенсионерами, 3 были неактивными по другим причинам.